# Vikariát Plzeň-jih
Vikariát Plzeň-jih je jedním z deseti vikariátů plzeňské diecéze. 

## Členění vikariátu
Vikariát Plzeň-jih se člení na následujících sedm farností:
| Farnost                                | Správce                                             | Sídlo                                       | Farní kostel                                | Filiální kostely | Datum zřízení |
| -------------------------------------- | --------------------------------------------------- | ------------------------------------------- | ------------------------------------------- | --- | ------------- |
| Římskokatolická farnost Blovice        | P. Piotr Marek, administrátor                       | Americká 53, 336 01 Blovice                 | Kostel svatého Jana Evangelisty (Blovice)   | Kostel svatého Prokopa (Letiny) Kostel Nanebevzetí Panny Marie (Seč) Kostel svatého Mikuláše (Zdemyslice) Kostel svatého Cyrila a Metoděje (Řenče) Kostel svatého Václava (Žďár) |               |
| Římskokatolická farnost Holýšov        | P. Šebestián Pavel Smrčina, OFM, moderátor          | Náměstí 5. května 1, 345 62, Holýšov        | Kostel svatého Petra a Pavla (Holýšov)      | |               |
| Římskokatolická farnost Přeštice       | P. Mgr. Francesco Giuseppe Meneghini, administrátor | Hlávkova 30, 334 01 Přeštice                | Kostel Nanebevzetí Panny Marie (Přeštice)   | Kostel svatého Matěje (Horšice) Kostel Všech svatých (Kbel) |               |
| Římskokatolická farnost Spálené Poříčí | P. Mgr. Robert Bergman, administrátor               | Náměstí Svobody 139, 335 61 Spálené Poříčí  | Kostel sv. Mikuláše (Spálené Poříčí)        | Kostel svatého Jana Nepomuckého (Nové Mitrovice) Kostel svatého Jana Křtitele (Čížkov) Kostel svatého Michala (Dožice) Kostel Nanebevzetí Panny Marie (Těnovice) Kostel svatého Filipa a Jakuba (Číčov) Kaple svatého Petra a Pavla (Lipnice) Kaple Navštívení Panny Marie (Nechánice) |               |
| Římskokatolická farnost Starý Plzenec  | P. Petr Franta, farář                               | Třebízského náměstí 1, 332 02 Starý Plzenec | Kostel Narození Panny Marie (Starý Plzenec) | Kostel svatého Martina (Chválenice) Kostel Všech svatých (Nezvěstice) Kostel svatého Vojtěcha (Šťáhlavy) Kostel svatého Vavřince (Žákava) Kaple svatého Vojtěcha (Planiny) |               |
| Římskokatolická farnost Stod           | P. Šebestián Pavel Smrčina, OFM, moderátor          | Stod                                        | Kostel svaté Máří Magdaleny (Stod)          | Kostel svatého Jiří (Hradec) |               |
| Římskokatolická farnost Merklín        | P. Mgr. Francesco Giuseppe Meneghini, moderátor     | Školní 13, 334 52 Merklín                   | Kostel svatého Mikuláše (Merklín)           | Kostel svatého Václava (Dnešice) Kostel svatého Petra a Pavla (Dolní Lukavice) |               |